# Ngamo jezik
Ngamo jezik (ISO 639-3: nbh; gamawa, gamo, ngamawa), afrazijski jezik zapadnočadske skupine čadskih jezika, kojim govori oko 60 000 ljudi (1993) u nigerijskoj državi Yobe u LGA Fika (zapadno od grada Potiskum), i državi Gombe u LGA Nafada-Bajoga.
Ovim jezikom govore pripadnici naroda Ngamo, a ima dva dijalekta, to su gudi i yaya.
Naziv (autonim) za muškog pripadnika je Ngoi Ngamo, a za ženu An Ngamo; plural glasi Ngamaye. Jezik kojim Ngamaye govore nazivaju bo Ngamo. Hausa naziv za ovaj jezik je Ngamanci, a kod naroda Kanura, Ngamo

## Vanjske poveznice
- Ethnologue (14th)
- Ethnologue (15th)